# 田中啓一 (国会議員)
田中 啓一（たなか けいいち、1896年（明治29年）1月8日 – 1977年（昭和52年）6月10日）は、日本の農林官僚、政治家。富山県知事、衆議院議員（1期）、参議院議員（2期）。

## 経歴
岐阜県出身。田中喜三郎の長男として生まれる。東京高等師範学校を経て、1925年、京都帝国大学経済学部を卒業。1924年11月、高等試験行政科試験に合格。大学卒業後、京都師範学校教諭を経て農商務省に入省し農務局属となる。
以後、農林事務官、東京競馬倶楽部書記長兼理事、日本競馬会理事、農林省山林局木炭第一課長、農林大臣秘書官、米穀管理局第一部長、食品局長、九州地方行政協議会参事官、九州地方総監府第二部長などを歴任。戦後、1946年1月、富山県知事に就任し、同年7月まで在任。その後、岐阜県副知事を務めた。
1949年1月の第24回衆議院議員総選挙で岐阜県第1区に民主自由党から出馬し当選。自由党政務調査会副会長となる。1952年10月の第25回総選挙では落選し、衆議院議員を1期務めた。
1953年4月の第3回参議院議員通常選挙で岐阜県選挙区に自由党から出馬し当選。1959年6月の第5回通常選挙でも当選し、参議院議員を2期務めた。1965年7月の第7回通常選挙には出馬せず引退。
参議院議員として、第2次池田第2次改造内閣の文部政務次官、参議院地方行政委員長、自由民主党農林漁業基本政策調査会副会長、参議院自民党政策審議会副会長などを歴任した。
1966年春の叙勲で勲二等瑞宝章受章（勲四等からの昇叙）。
1977年6月10日死去、81歳。死没日をもって正四位から従三位に叙される。